# Luftfahrt im Kosovo
Die Geschichte der Luftfahrt im Kosovo begann mit der Eröffnung des Flugplatzes Batllava bei Podujeva, auf dem es ab 1935 regelmäßigen Personenverkehr gab, der bis zum Zweiten Weltkrieg andauerte. 1965 wurde der Flughafen Pristina eröffnet; dieser Flughafen ist heute der einzige zivil genutzte des Landes. Hier hatte auch von 2003 bis 2006 die Fluggesellschaft Kosova Airlines ihren Sitz.

## Anfänge
Bereits im Jahr 1936 gab es erste zivile Flugverbindungen im Gebiet des heutigen Kosovo. Aeroput, die staatliche jugoslawische Fluggesellschaft, die später in die JAT Airways überging, nutzte den Flugplatz Batlava in der Nähe von Podujevo für einen Stopp der Route Belgrad–Podujevo-Batlava–Skopje. Die Flugverbindung wurde mit Beginn des Zweiten Weltkriegs in Jugoslawien eingestellt.

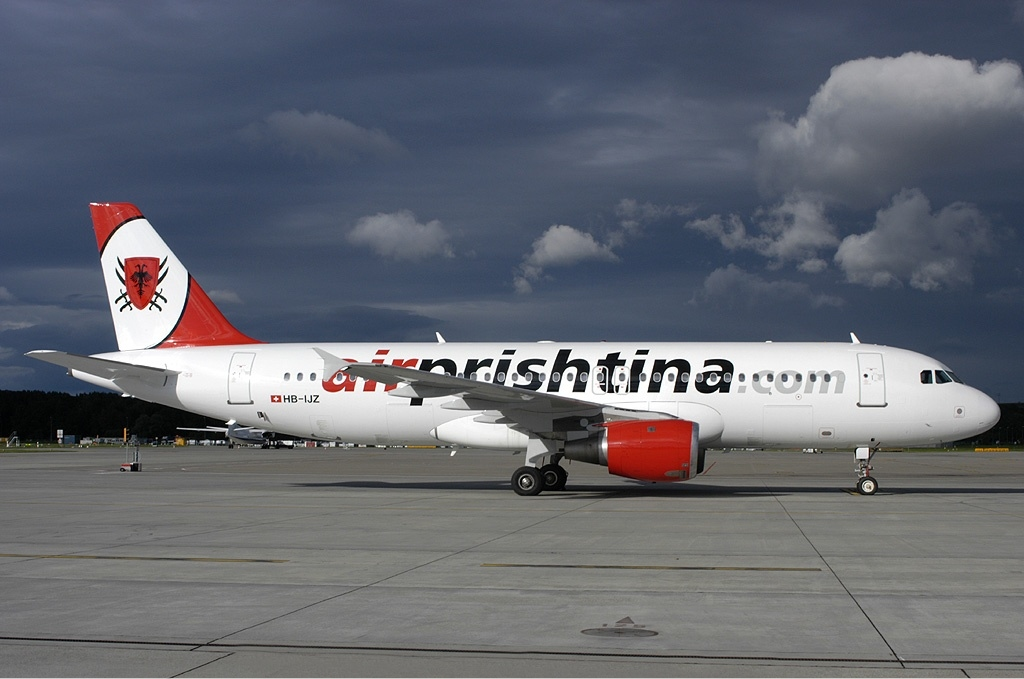
Ende 2004 von Air Prishtina im Wet-Lease genutztes Flugzeug

Der erste heute noch zivil verwendete Flughafen ist der Flughafen Pristina, der 1965 eröffnet wurde. Da im ehemaligen Jugoslawien der zivile Luftverkehr eine sehr geringe Rolle spielte, war der Flughafen ausschließlich als Militärflugplatz ausgelegt. Er war die zweite Hauptbasis der jugoslawischen Luftstreitkräfte.
Kurz nach der Eröffnung begann ein regelmäßiger Flugverkehr nach Belgrad. Drei Mal pro Woche flog die staatliche jugoslawische Fluggesellschaft JAT Airways diese Route. Diese Verbindung konnte sich aber nicht etablieren. Ab den 1980er Jahren wurden ab Pristina einzelne Charterflüge, die von Air Prishtina, die damals noch unter dem Namen Reisebüro Prishtina operierte, organisiert wurden, zu internationalen Zielen angeboten.

## Zivilluftverkehr nach dem Kosovokrieg

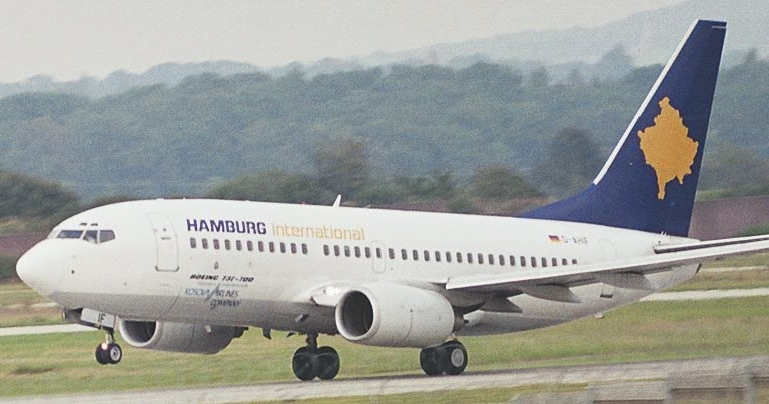
Boeing 737-700 der Kosova Airlines

Nachdem der Flughafen Pristina während des Kosovokriegs sehr in Mitleidenschaft gezogen worden war, war es ein Ziel der United Nations Interim Administration Mission in Kosovo (UNMIK), den Luftverkehr wiederherzustellen. Dazu wurden die Schäden am Flughafen beseitigt und die Fluggesellschaft Kosova Airlines ins Leben gerufen, die von 2003 bis 2006 mit einer von Hamburg International geleasten Boeing 737-700 Kosovo mit wichtigen europäischen Metropolen verband, überwiegend für den Gastarbeitertransport. Inzwischen bestehen regelmäßige Linien- und Charterflugverbindungen mit Schwerpunkt auf dem Verkehr von im Ausland lebenden Kosovaren. Da die Nachfrage vor allem nach der Unabhängigkeitserklärung stark zugenommen hatte, plante man den brachliegenden Flughafen Gjakova zum Passagierflughafen umzubauen.
Der Flughafen in Pristina hat seit 2013 ein neues Terminal mit Duty-free Shop und Businesslounge sowie modernen Abfertigungsanlagen und Gepäckausgabe erhalten.

## Fluggesellschaften und Flugziele

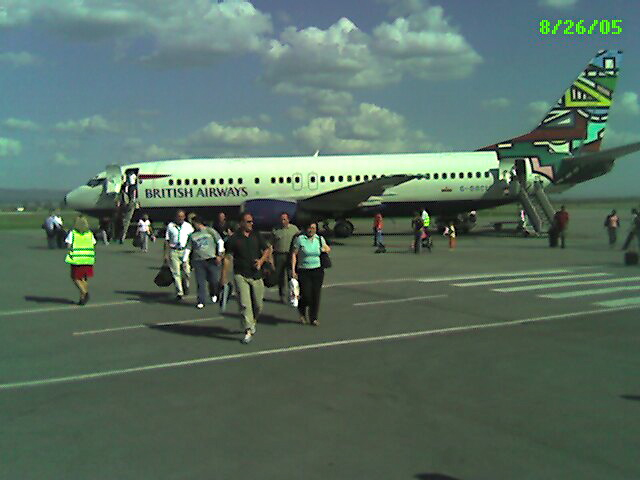
British Airways war eine der ersten Fluggesellschaften, die Pristina nach dem Kosovokrieg an das internationale Flugnetz anschloss.

Die große Mehrheit der Flugverbindungen nach Kosovo kommt aus Deutschland, Österreich, Skandinavien oder aus der Schweiz, wo die meisten im Ausland wohnenden und arbeitenden Kosovaren leben.
Fluggesellschaften, die aus dem Kosovo heraus operieren, gibt es derzeit nicht. Am 19. Juni 2019 wurde ein Airbus A319 von Eurowings auf dem Flughafen Pristina stationiert.
Ein Großteil der Flüge wird von Air Prishtina und Kosova Airlines vermittelt.

## Heutige Flughäfen im Kosovo
- Flughafen Pristina – Einziger internationaler Verkehrsflughafen im Kosovo. Er besitzt eine Start- und Landebahn.
- Flughafen Gjakova – Militärflugplatz unter Verwaltung der italienischen Luftstreitkräfte
- Flugplatz Batllava – Vor dem Zweiten Weltkrieg zivil genutzter Flugplatz – heute nicht genutzt
- Flugplatz Korrotica e Ulët – außer Betrieb, Pläne zur Neueröffnung

Der Flughafen Kukës, 2021 in Betrieb genommen und keine 25 Kilometer von der kosovarischen Grenze entfernt, sowie der Flughafen Skopje, rund 45 Kilometer von der kosovarischen Grenze entfernt, werden beide auch regelmäßig von Reisenden von und nach Kosovo genutzt.

## Zwischenfälle
- Am 12. November 1999 prallte eine von den Vereinten Nationen gecharterte ATR 42-300 der Si Fly im Landeanflug auf den Flughafen Pristina im Kosovo gegen einen Berg. Alle 24 Insassen kamen dabei ums Leben. Siehe auch Si-Fly-Flug 3275.[4]
- Am 19. Januar 2006 stürzte eine Antonow An-24 der slowakischen Luftwaffe unterwegs nach Pristina nach dem Abflug über Ungarn ab. 42 Insassen kamen dabei ums Leben. Siehe auch Flugunfall einer Antonow An-24 bei Hejce.